# MV Minerva
Le Minerva est un navire de croisière appartenant actuellement à l'opérateur Swan Hellenic (en). Il fut construit en 1989-90 sur le chantier naval Océan à Mykolaïv. Il subit une refonte en 1996 sur le chantier italien T. Mariotti à Gênes.

## Histoire
Il a été initialement construit en Ukraine en 1989 pour devenir un navire de recherche soviétique sous le nom d’Okean.
Le 29 avril 1996 il est racheté par Swan Hellenic Cruises, filiale à l'époque de P & O Cruises. Il navigue pour cet opérateur jusqu'en 2003, fin de bail.
Il est transféré à l'opérateur Saga Cruises sous le nom de Saga Pearl, puis à Abercrombie & Kent (en)  sous le nom d’Explorer II, faisant des croisières en Antarctique et en Amérique du Sud de décembre en avril. De mai en novembre il navigue sous le nom d’Alexander von Humboldt pour la compagnie allemande Phoenix Reisen.
En 2007, il revient à la Swan Hellenic et reprend son nom de Minerva.
La gestion technique et l'armement de son équipage de conduite (Pont/ Machine) est confiée à une Société de "Shipmanagement" basée à Monaco